# Laco Adamík
Laco Adamík, właśc. Ladislav Adamík (ur. 25 grudnia 1942 w Malej Hradnej) – słowacko-polski reżyser teatralny, filmowy i operowy.

## Życiorys
Autor widowisk telewizyjnych. W Bratysławie studiował architekturę. W Akademii Filmowej (FAMU) w Pradze ukończył w 1973 reżyserię. Od 1972 mieszka w Polsce i współpracuje z Telewizją Polską (był m.in. dyrektorem artystycznym Programu I), najpierw w Łodzi, później w Krakowie i Warszawie. Debiutował w 1973 w Teatrze Telewizji, dla której przygotował Białą zarazę Karela Čapka. Odtąd tworzył głównie widowiska na małym ekranie. Jako twórca filmowy w swojej pracy łączył zawsze reżyserię i realizację wizji. Stał się prekursorem stosowania najnowszych technik realizatorskich. Na przykład w Poczcie Rabindranatha Tagorego (1975) eksperymentował z dźwiękowymi efektami synchronicznymi, w Burzy Williama Szekspira (1991) wykorzystał zdjęcia trikowe w montowaniu obrazu, natomiast dla Don Carlosa Friedricha Schillera (1995) część scenografii przygotowana została jako grafika komputerowa. W dopracowanych, formalnie zdyscyplinowanych widowiskach telewizyjnych z wielką umiejętnością posługiwał się zarówno planem ogólnym, jak i zbliżeniami. Te wszystkie zabiegi służyły aktorom, w jego widowiskach powstawały wielkie aktorskie kreacje. 13 grudnia 2008 odbyła się premiera Diabłów z Loudun Krzysztofa Pendereckiego w jego reżyserii, która uświetniła otwarcie nowego gmachu Opery Krakowskiej.
16 października 2005, w Teatrze im. Juliusza Słowackiego w Krakowie, za wybitne osiągnięcia w kulturze polskiej, został odznaczony Krzyżem Kawalerskim Orderu Zasługi Rzeczypospolitej Polskiej.
We wrześniu 2012 otrzymał Srebrny Medal „Zasłużony Kulturze Gloria Artis”.
Były mąż reżyserki Agnieszki Holland i ojciec reżyserki Kasi Adamik.